# Wayne’s World
Wayne’s World ist eine US-amerikanische Filmkomödie der Regisseurin Penelope Spheeris aus dem Jahr 1992. Die Hauptrollen spielten Mike Myers und Dana Carvey. Das von Mike Myers, Bonnie und Terry Turner geschriebene Drehbuch basiert auf Sketchen aus Saturday Night Live. 1993 erschien mit Wayne’s World 2 eine Fortsetzung.

## Handlung
Wayne Campbell und Garth Algar senden im lokalen Kabelfernsehen ihre Show Wayne’s World aus ihrem Keller in Aurora (Illinois), einem Vorort von Chicago. Ihre Show dreht sich um schöne, berühmte Frauen, Gitarren und Schlagzeug sowie Interviews mit lokalen Prominenten. Die beiden Heavy-Metal-Fans leben noch bei ihren Eltern, spielen Streethockey und besuchen gerne Partys und Musikkonzerte. Bei einem solchen trifft Wayne auf die hongkongnesische Sängerin und Bassistin Cassandra Wong, in die er sich sofort verliebt – Cassandra und Wayne werden sich im Laufe des Films näher kennenlernen, was aber auch zu einer Belastung für Garths und Waynes Freundschaft wird.
Eines Tages entdeckt der Produzent Benjamin Kane die Show. Als seine Freundin erwähnt, dass die Show viele Zuschauer habe, ruft er seinen Assistenten an und erteilt ihm die Anweisung, herauszufinden, wer die beiden sind und wo die Show produziert wird. Benjamin Kane erkennt das kommerzielle Potenzial der Sendung und beabsichtigt diese zu erwerben, um sie anschließend an den Multimillionär und Inhaber einer Videospielhallen-Kette, Noah Vanderhoff, zu verkaufen. Er nimmt Wayne und Garth für 10.000 US-Dollar unter Vertrag. Garth, der gerade zum Zuschauer spricht, ist besorgt, da ihm der Deal dubios wirkt, ist aber zu schüchtern, um Wayne damit zu konfrontieren. Nachdem Wayne den Gehaltsscheck eingelöst hat, kauft er sich eine Fender-Gitarre, die er schon lange Zeit beäugte. Benjamin schenkt Garth und Wayne Backstage-Pässe für ein Konzert von Alice Cooper in Milwaukee, das am nächsten Tag stattfindet.
Nach und nach versucht Benjamin Kane die Show professioneller zu gestalten, wodurch aber Charakteristika verloren gehen, die die Show in ihrer Ursprungsfassung kennzeichneten. Bei der ersten Episode der professionalisierten Show sind Garth und Wayne beunruhigt, weil sie vertraglich dazu verpflichtet sind, die von Benjamin vorgenommenen Änderungen zu akzeptieren und mitzutragen, einschließlich eines Interviews mit dem Show-Sponsor Noah Vanderhoff. Als Benjamin die beiden an ihre vertraglichen Pflichten erinnert, erwidern Garth und Wayne, dass sie für niemanden Werbung machen wollen. Dabei verwenden sie Werbeslogans sowie Produktplatzierungen von Pizza Hut, Pepsi, Reebok, Doritos und Nuprin. Während des Interviews schreibt Wayne beleidigende Kommentare auf die Rückseiten seiner Cue Cards wie „Sphincter Boy“ (deutsch: „Arschloch“) und „This man has no penis“ (deutsch: „Dieser Mann hat keinen Penis“). Aufgrund dessen wird Wayne während der Werbepause von Benjamin fristlos entlassen. Von nun an ist Garth alleine der Star der Show, der darauf resigniert reagiert. Während dieses Moments zoomt die Kamera zu Garth hin, wobei Garths Blick einen Produktionsassistenten an den Film Scanners erinnert.
Außerdem macht Benjamin noch Waynes Freundin Avancen, weshalb er ihr einen Plattenvertrag verspricht, sie mit der fließenden Beherrschung des Kantonesischen beeindruckt und mit ihr den Nachmittag verbringen will. Wayne bemerkt später, dass Benjamin nur am Recht an der populären Show interessiert ist und ihm völlig egal ist, ob er und Garth mit seiner Übernahme ihrer Show einverstanden sind, sowie versucht, ihm seine Freundin Cassandra abspenstig zu machen.
Um Kane aufzuhalten, beschließen Wayne und Garth in Zusammenarbeit mit ihren Freunden, Cassandra eine Karriere zu ermöglichen, indem sie deren neuestes Lied einem bedeutenden Produzenten – Frankie Sharp – via Satellit an das Fernsehgerät in seiner Limousine übermitteln. Benjamin erfährt von dieser Aktion und versucht so schnell wie möglich die Übertragung zu verhindern. Er wird aber von einem Polizisten – einem Freund von Garth und Wayne – kurz festgehalten. Neben der Prüfung seines Personalausweises und Führerscheins ist Benjamin auch gezwungen, eine Durchsuchung seiner Körperöffnungen zuzulassen.
Am Ende des Films treffen Benjamin und Frankie in Waynes Haus ein. Wie es zunächst scheint, endet der Film mit einer Niederlage von Wayne und Garth: Frankie erzählt Cassandra, dass es einfach nicht der richtige Zeitpunkt wäre, sie unter Vertrag zu nehmen; Cassandra wendet sich von Wayne ab und geht eine Beziehung mit Benjamin ein; Waynes verrückte Ex-Freundin Stacy erzählt ihm, dass sie von ihm schwanger ist; Wayne und Garth überleben nur knapp einen Brand, in dessen Folge das Haus von Waynes Eltern vollständig zerstört wird.
Doch dann erklären Garth und Wayne den Zuschauern, dass der Film – wie in der Zeichentrickserie Scooby Doo – mit einem Happy End enden soll. Frankie unterbreitet Cassandra das Angebot, einen Plattenvertrag mit ihr abzuschließen, Wayne und Cassandra küssen sich, Garth küsst seine Traumfrau (Donna Dixon), und Benjamin hat gelernt, dass man mit beruflichem Erfolg und einer attraktiven äußeren Erscheinung nicht alles erreichen kann.

## Trivia
- Die ersten Minuten zeigen Wayne, Garth und deren Freunde in einem AMC Pacer – dem Mirth Mobile – fahrend, wie sie das Lied Bohemian Rhapsody von Queen hören. Insbesondere infolge des Films erreichte das Lied fast zwei Jahrzehnte nach seiner Erstveröffentlichung noch einmal Platz 2 der US-amerikanischen Single-Charts. Das Filmstudio wollte in dieser Szene ein Lied von Guns N’ Roses nutzen, doch Mike Myers konnte sich mit Bohemian Rhapsody von Queen durchsetzen, da er das Lied immer geliebt hatte und für ein Meisterwerk hielt. In einem Interview bei WTF with Marc Maron unterstrich er seinen Standpunkt, indem er sagte: “And at one point I said, ‘Well, I’m out. I don’t want to make this movie if it’s not ‘Bohemian Rhapsody.’” (deutsch: „An einem Punkt habe ich gesagt: ‚Dann war es das für mich. Ich will diesen Film nicht machen, wenn es nicht ‚Bohemian Rhapsody‘ ist.‘“)[1][2]
- Im Jahr 2015 wurde der AMC Pacer aus dem Film für 9.500 US-Dollar vom Gold&Silver Pawn Shop in Las Vegas erworben und für fast 20.000 Dollar aufwendig restauriert, zu sehen in einer Folge der "Pawn Stars" ("Die Drei vom Pfandhaus"). Im folgenden Jahr wurde der Wagen für 37.400 Dollar verkauft. Im Jahr 2022 wurde er vom auf Sammlerfahrzeuge spezialisierten Auktionshaus Barrett-Jackson für 71.500 US-Dollar versteigert.

- Im Film Bohemian Rhapsody aus dem Jahr 2018 spielt Mike Myers den Produzenten Ray Foster der Band Queen. Foster besteht darauf, dass die Band nicht das Lied Bohemian Rhapsody als Single veröffentlicht, da er sich niemals vorstellen kann, dass irgendein Jugendlicher dieses Lied im Auto laut aufgedreht hören wird, was eine Anspielung auf den Film Wayne’s World darstellt.

- Der Film spielt in Aurora (Illinois), in einer Szene ist jedoch die Autoskulptur The Spindle in Berwyn (Illinois) zu sehen.

- Wayne spielt in einer Szene in einem Musikfachgeschäft auf einer sehr hochwertigen Fender Stratocaster ein paar Noten an. Doch der Verkäufer unterbricht ihn jäh und weist ihn auf ein Schild mit der Aufschrift „No Stairway to Heaven“ hin. Dies sollte ursprünglich ein doppeldeutiger Gag sein. In der ursprünglichen US-Kinofassung spielt nämlich Wayne die ersten Noten der weltberühmten Rockballade Stairway to Heaven von Led Zeppelin an. Damit wird zum einen auf die Praxis angespielt, dass man in diversen Musikfachgeschäften beim Testen von Gitarren eben nicht dieses Lied spielen durfte. Zum anderen bestand der Gag darin, dass das Schild an einer Wand über einem Durchgang hängt, welcher mit einem Himmelsmotiv ummalt ist und zu einer Treppe ins nächste Stockwerk, also gen Himmel, führt. Aufgrund von Urheberrechtsstreitigkeiten wurde jedoch in den folgenden Veröffentlichungen das Stairway-to-Heaven-Riff durch ein beliebiges ersetzt, wodurch sich dem Zuschauer nicht mehr erschloss, warum der Verkäufer Wayne ausgerechnet auf dieses Schild hinweist, während er ein unbekanntes Riff zu spielen beginnt.[3]

- Eine musikalische Gastrolle hat auch der Rockstar Alice Cooper: Wayne und Garth besuchen eines seiner Konzerte (er singt gerade Feed My Frankenstein) und werden im Anschluss im Backstage-Bereich von ihm u. a. über die Herkunft des Namens Milwaukee und über jüngste US-amerikanische Politgeschichte aufgeklärt, woraufhin Wayne und Garth über die ungeahnte Kultiviertheit des Rockstars staunen.

- Die Eishockey-Legende Stan Mikita kommt in einer kleinen Nebenrolle vor. Im Film gehört ihm „Mikita’s“, ein Fast-Food-Restaurant, in dem Wayne und Garth Stammkunden sind.

- Der zwielichtige Manager von Mikita’s wird von Ed O’Neill – bekannt als Al Bundy aus Eine schrecklich nette Familie – verkörpert.

- Der Rocksänger Meat Loaf spielt einen verrückten Türsteher im Club „Gasworks“, in dem Wayne Cassandra kennenlernt.

- Robert Patrick repräsentiert seine Rolle des als Polizisten getarnten „T-1000“ aus dem Film Terminator 2. Gegen Ende des Films verfolgt er Wayne mit seinem Motorrad, hält ihn an und zeigt ihm ein Foto, wozu er sagt: „Haben Sie diesen Jungen gesehen?“ Wayne fährt daraufhin hysterisch schreiend davon und wird von Patrick kurzzeitig zu Fuß verfolgt. Ein Großteil der Handlung dieser Szene wurde exakt aus Terminator 2 übernommen. Patricks Rolle wird im Abspann jedoch nur als „Bad Cop“ tituliert.

- In einer Szene steht Garths Auto an einer Ampel neben einem Rolls-Royce. In der deutschen Synchronfassung kurbelt Wayne die Scheibe herunter und fragt den Fahrgast im Auto gegenüber, ob dieser sich bitte die Kugel geben könne – eine Anspielung auf die zu dieser Zeit im Fernsehen kursierende Werbung für Ferrero Rocher. Im englischen Original fragte er jedoch: „Pardon me, do you have any Grey Poupon?“ Dies ist eine Anspielung auf eine in Deutschland wenig bekannte Senfmarke. Ein Werbespot für diesen Senf beginnt auf ähnliche Weise.

## Soundtrack
Music From The Motion Picture Wayne’s World ist das Original-Soundtrack-Album zum Film. Das Album wurde am 18. Februar 1992 veröffentlicht.
1. Bohemian Rhapsody – Queen
2. Hot and Bothered – Cinderella
3. Rock Candy – BulletBoys
4. Dream Weaver – Gary Wright
5. Sikamikanico – Red Hot Chili Peppers
6. Time Machine – Black Sabbath
7. Wayne’s World Theme – Mike Myers/Dana Carvey (Extended Version)
8. Ballroom Blitz – Tia Carrere
9. Foxy Lady – The Jimi Hendrix Experience
10. Feed My Frankenstein – Alice Cooper
11. Ride With Yourself – Rhino Bucket
12. Loving Your Lovin’ – Eric Clapton
13. Why You Wanna Break My Heart – Tia Carrere
14. Loud Love – Soundgarden

Weitere Songs, die nicht auf dem Album enthalten sind, aber im Film vorkommen:
- Everything About You – Ugly Kid Joe
- All Night Thing – Temple of the Dog
- Cold Chills – Kix
- Touch Me – Tia Carrere (Coverversion von Private Life)
- Fire – Tia Carrere (Coverversion von The Jimi Hendrix Experience)

## Kritiken
Der Film erhielt überwiegend positive Kritiken und erreichte bei Rotten Tomatoes eine Bewertung von 86 %, basierend auf 49 Kritiken.

„Eine laute, nicht sehr subtile Musikkomödie und weitgehend vergnügliche parodistische Liebeserklärung an ein rock-musikalisches Dauerphänomen und sein Publikum.“

„Der Film hat eine angenehme Verrücktheit.“

„Regisseurin Penelope Spheeris, mit ihrer ersten großen Arbeit, liefert ein buntes, aber ereignisloses Bild.“

Die Filmbewertungsstelle Wiesbaden verlieh der Produktion das Prädikat „besonders wertvoll“.